# باهيروفي (كريم)
باهيروفي (Багерове) هي مدينة في مقاطعة كريم في أوكرانيا.
يبلغ عدد سكانها حوالي 4413 نسمة.